# フィリッポ・ランザ
フィリッポ・ランザ（Filippo Lanza、男性、1991年3月3日 - ）は、イタリアのバレーボール選手。ポジションはアウトサイドヒッター。元イタリア代表。

## 来歴

### クラブチーム
ゼーヴィオ出身。2009年にイタリアセリエB1のClub Italia Romaへ入団し、バレーボール選手としてのキャリアをスタートさせる。2011/12シーズンにセリエA1のTrentino Volleyへ移籍し、7年間プレーした。その間、リーグ優勝を2度（2012/13、2014/15シーズン）とイタリアカップでは2度（2011/12、2012/13）、欧州チャンピオンズリーグでは2015/16シーズンに準優勝を果たした。2018/19シーズンにSir Safety Susa Volleyへ移籍し、同シーズンでリーグ準優勝を果たした。2020/21シーズンはVolley Milanoと契約したが、その後フランスリーグのChaumont Volley-Ball 52と契約することでリーグに出場し準優勝となった。2021/22シーズンはセリエAのトップ・バレーでプレーしていたが、途中で中国リーグの上海に移籍した。

### 代表チーム
アンダーカテゴリーの代表として、2008年にU-19世界選手権に出場した。2012年、シニアのイタリア代表に初選出された。2013年、ワールドリーグで銅メダルを獲得した。同年11月のグラチャンで銅メダルを獲得し、自身もベストアウトサイドヒッター賞を受賞した。2014年のワールドリーグで銅メダルを獲得した。2015年、ワールドカップで銀メダルを獲得した。2016年、リオデジャネイロオリンピックで銀メダルを獲得した。2017年、グラチャンで銀メダルを獲得した。2018年、地元開催となった世界選手権では5位となった。2021年開催の東京2020オリンピックの最終メンバーからは外れ、代表チームからの引退を表明した。

## 球歴
- オリンピック - 2016年
- ワールドカップ - 2015年
- 世界選手権 - 2018年
- グラチャン - 2013年、2017年
- ワールドリーグ - 2013年、2014年、2015年、2016年、2017年
- 欧州選手権 - 2013年、2015年、2017年

## 受賞歴
- 2013年 グラチャン ベストアウトサイドヒッター賞

## 所属クラブ
- Club Italia Roma（2009-2011年）
- トレンティーノ・バレー（2011-2018年）
- シル・サフェーティ・ペルージャ（2018-2020年）
- Volley Milano（2020-2021年）
- Chaumont Volley-Ball 52（2021年）
- 上海（2021-2022年）
- スクラ・ベウハトゥフ（2022-2023年）
- Gioiella Prisma Taranto（2023-）